# Karim Nizigiyimana
Abdul Karim Nizigiyimana Makenzi, noto semplicemente come Karim Nizigiyimana (Bujumbura, 21 giugno 1989), è un calciatore burundese, difensore del Gasogi Utd e della nazionale burundese.

## Carriera

### Club
Ha giocato nelle prime divisioni di Burundi, Ruanda, Kenya, Repubblica Democratica del Congo ed Uganda.

### Nazionale
Ha esordito con la nazionale burundese nel 2006.

## Palmarès

### Club

#### Competizioni nazionali
- Burundi Premier League: 3

Vital'O: 2006, 2007, 2010
- Primus National Football League: 2

APR Kigali: 2009
Rayon Sports: 2013
- Campionato congolese di calcio (Repubblica Democratica del Congo): 1

Vita Club: 2010